# Phím tắt (ứng dụng)
Phím tắt (tiếng Anh: 'Shortcuts', trước đây là 'Workflow') là một ứng dụng tạo lối tắt trực quan do Apple phát triển và được cung cấp trên hệ điều hành iOS, iPadOS, macOS và watchOS của họ. Ban đầu nó được tạo ra bởi Ari Weinstein, Conrad Kramer, Veeral Patel và Nick Frey tại MHacks Winter 2014. Ứng dụng cho phép người dùng tạo macro để thực hiện các tác vụ cụ thể trên thiết bị của họ. Những chuỗi nhiệm vụ này có thể được tạo bởi người dùng và chia sẻ trực tuyến thông qua iCloud. Một số phím tắt được sắp xếp cũng có thể được tải xuống từ Thư viện tích hợp.
Các phím tắt được kích hoạt theo cách thủ công thông qua ứng dụng, tiện ích phím tắt, bảng chia sẻ và Siri. Chúng cũng có thể được tự động kích hoạt sau một sự kiện, chẳng hạn như thời gian trong ngày, rời khỏi một vị trí đã đặt hoặc mở một ứng dụng.

## Lịch sử
Quy trình làm việc ban đầu bắt đầu như một dự án tại MHacks của Đại học Michigan.
Năm 2015, Workflow đã nhận được Giải thưởng Thiết kế của Apple vì khả năng tích hợp với khả năng truy cập iOS tính năng năng của như VoiceOver.
Vào ngày 22 tháng 3 năm 2017, Apple đã mua lại Workflow với số tiền không được tiết lộ. Sau khi mua, phần mềm đã được cung cấp miễn phí. Bản cập nhật đi kèm cũng đã thay đổi một số nhà cung cấp dịch vụ được sử dụng trong ứng dụng thành những nhà cung cấp dịch vụ do Apple sở hữu hoặc ưu tiên, chẳng hạn như Apple Maps và Microsoft Translator, đồng thời đóng các quy trình công việc gửi tới Thư viện.